# چکاوک کارو
چکاوک کارو (نام علمی: Certhilauda albescens) نام یک گونه از تیره چکاوک است.